# 리스 마누엘 세이하스
리스 마누엘 세이하스(스페인어: Luis Manuel Seijas, 1986년 6월 23일 ~)는 베네수엘라의 축구 선수이다.